# مسجد حمودة باشا
جامع حمودة باشا في تونس العاصمة. هو جامع بناه حمودة باشا المرادي باي تونس عام 1655م، وتم ترتيبه كمعلم تاريخي في 13 مارس 1912م. دامت مدة حكم حمودة زمنا طويلا يقارب الخمس والثلاثين سنة، وهي مدة طويلة نسبيا سمحت له بأن يؤسس العديد من المعالم الدينية والمدنية ، من أهمها الجامع الذي اشتهر باسمه والواقع في مكان التقاء نهج سيدي بن عروس بنهج القصبة.

## تاريخه
تلاصق زاوية الولي الصالح سيدي بن عروس تربة حمودة باشا وربما كان ذلك من بين الأسباب التي تفسر اختيار المؤسس لموقع جامعه، علاوة عن ذلك فإن المعلم محاط بالأسواق ويقع بالقرب من دار حمودة باشا نفسه. لكن أهم الأسباب على الإطلاق هو قرب جامع حمودة باشا من جامع الزيتونة المعمور، إذ لا يفصل بينهما إلا بضعة أمتار، وهو ناتج عن إرادة الحكام الجدد المتبعين للمذهب الحنفي نشر مذهبهم بين العامة، وكانوا يعتبرون أن الحل الوحيد لنشر الحنفية هو إنشاء جوامع ومدارس تحبس على مذهبهم، وبما أن الزيتونة مثلت على مر التاريخ معقل العلماء والشيوخ المالكية، فإن إنشاء جامع قريب منهم يحبس على المذهب الحنفي كان يشكل في نظرهم أهم الطرق لدعم وجودهم المذهبي والسياسي على حد سواء.
دفن حمودة باشا بتربته التي بناها لنفسه بجامعه والتي تم ترميمها في 16 نوفمبر 1928م. تشابه في شكلها وفي زخرفتها تربة يوسف داي. نجد بهذه التربة قبور مراد الأول مؤسس الدولة والمتوفى سنة 1041هـ/1631م ثم بجانبه يوجد قبر حمودة باشا (1076هـ/1666م) إضافة إلى أبنائه الثلاث مراد الثاني المتوفى سنة 1086هـ/1675م ومحمد الحفصي (1097هـ/1686م) وكذلك حسن، كما دفن بالتربة أبناء مراد الثاني الذين نذكر من بينهم محمد بأي صاحب جامع سيدي محرز المتوفى سنة 1108هـ/1696م.
يذكر محمد بيرم الرابع في رسالة الخطباء والأيمة الحنفية أن الانتهاء من أشغال الجامع كان في شهر رمضان 1066هـ/1655م، ويستفاد من وثيقة الأرشيف أن الأوقاف التي حبسها المؤسس على جامعه تمت في سنة 1068هـ/1657م بشاهدة الفقيهين أبي العباس أحمد لفلوف وأول خطيب بالجامع المفتي محمد الأنصاري. اشتهر هذا الجامع كبعض المعالم الدينية الأخرى خصوصا منها جامع صاحب الطابع وجامع سيدي محرز وزاويته و زاوية سيدي إبراهيم الرياحي باحتوائه على عقد قرآن أهالي تونس.

## هندسته
من أهم ما يمكن ملاحظته بالجامع هو تأثر مهندسة بنمط يوسف داي، أي النمط التركي. يشتهر الجامع بصومعته المثمنة المتواجدة في الركن الشمالي الغربي للجامع. اختلف المؤرخون في مصدر هذا النمط من الصومعات، فأغلبهم يرون أنها من تأثير عثماني بينما يرى البعض الآخر أنها من تأثير أندلسي ويستدل الأستاذ «ايبالزا» على ذلك بتواجد صومعة بالمرية تشابه نوعا ما هذا النمط من الصومعات التونسية. لكن الشيء المؤكد أن المآذن المثمنة الشكل قد وجدت بتركيا وكذلك بمصر وبلاد الشام. بناء على ذلك، فإنه من الممكن جدا أن مآذن تونس المؤسسة خلال الفترة العثمانية تأثرت بصفة مباشرة بالمآذن المثمنة الشكل الموجودة خلال القرن 8هـ/14م ببعض المدن السورية وخاصة منها حلب.
يتم الدخول إلى الجامع عن طريق أربعة أبواب، اثنان يفتحان على نهج سيدي بن عروس وثالث يفتح على نهج القصبة، أما الرابع فهو يفتح على نهج سوق البلاغجية.
تفتح هذه الأبواب على صحون ثلاثة يحوي الصحن الشرقي منها محرابا يستعمل خلال فصل الصيف. أما الأروقة التي تطل مباشرة على بيت الصلاة فهي تحيط به من ثلاث جهات،وهي توجد في الأقسام الشرقية والغربية والشمالية لبيت الصلاة، وهي تذكرنا بجامع بيالي باشا الذي أسس بأسطنبول سنة 992هـ/1585م. وتتكون الأروقة من بائكات ذات عقود حدوية الشكل تستند على أعمدة مرمرية تعلوها تيجان ذات نمط دوريكي جديد.
وبالرغم من احتواء هذا الجامع على بعض العناصر الجديدة المستوحاة من الجوامع التركية مثل الصحون الثلاثة والمئذنة والمحراب المكسو بلوحات المرمر وكذلك بروز العناصر النباتية في ترويق قاعدة أطر الأبواب، فإن الطابع العام يدل علي بقاء التأثيرات المحلية قائمة الذات، فإن نمط أطر الأبواب والنوافذ التي تفتح على بيت الصلاة يشابه ذلك الموجود بأغلب معالم مدينة تونس، خاصة منها الفقرات الرخامية المشعة المتناوبة البيضاء والسوداء، وطبيعة البناء نفسه والسقوف المتمثلة في أقبية متقاطعة، كل ذلك دليل على أن التأثير التركي تمثل في بعض الأجزاء فقط بينما بقي التأثير المحلي حيا النمط العام للجامع وفي شكله وكذلك في زخارفه وخاصة في التربة ذات التأثيرات الأندلسية، خاصة قبتها الهرمية الشكل والمكسوة بالقرميد الأخضر.
علما أن الجامع الآنف ذكر أسس من قبل حمودة باشا المرادي، فأن حمودة باشا الحسيني الذي حكم تونس بين عام 1782م، و عام 1814م، بنى مسجدا بنهج القصبة يسمى مسجد حمودة باشا.

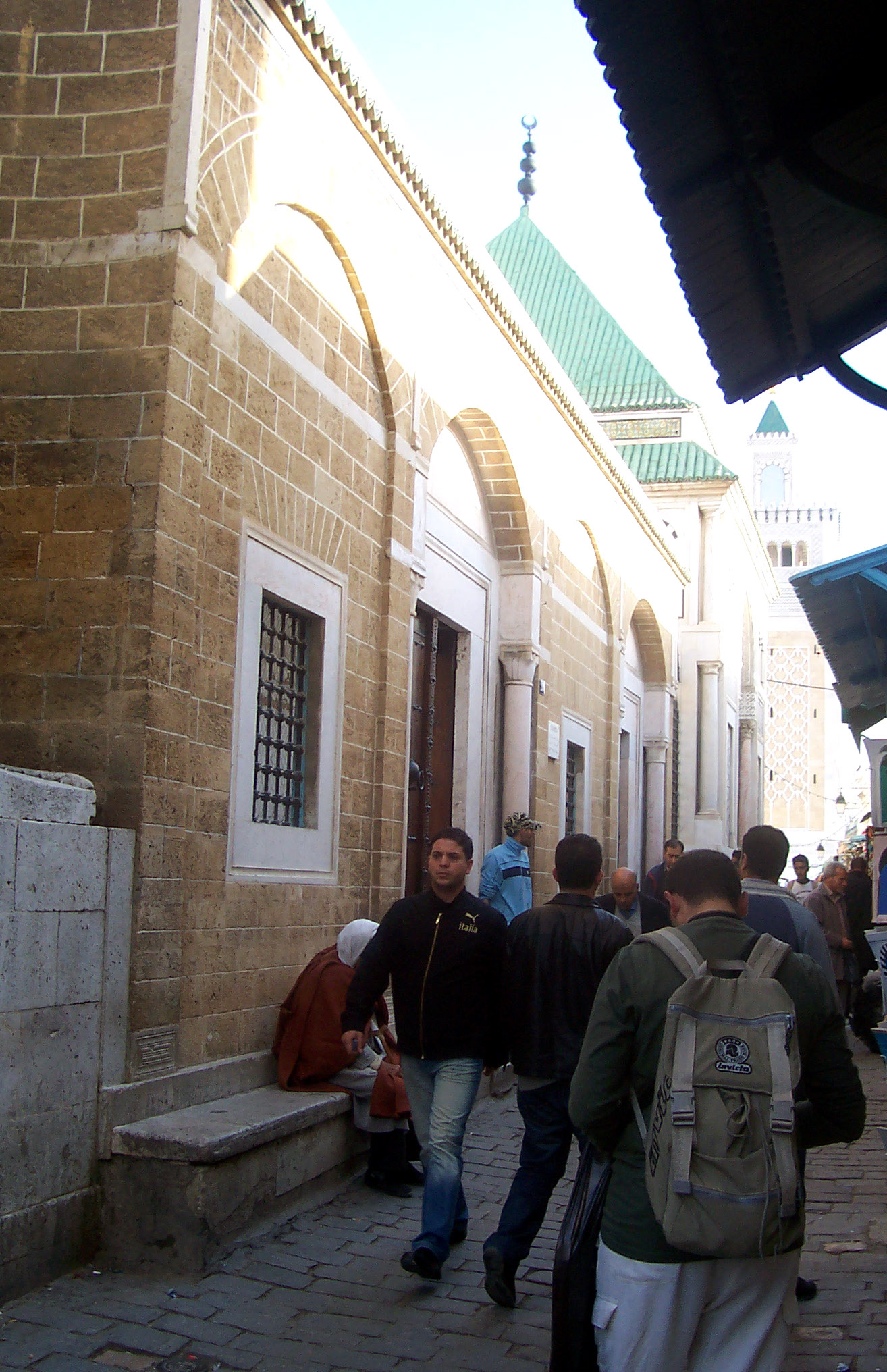
مدخل المسجد في شارع سيدي بن عروس بتونس العاصمة.
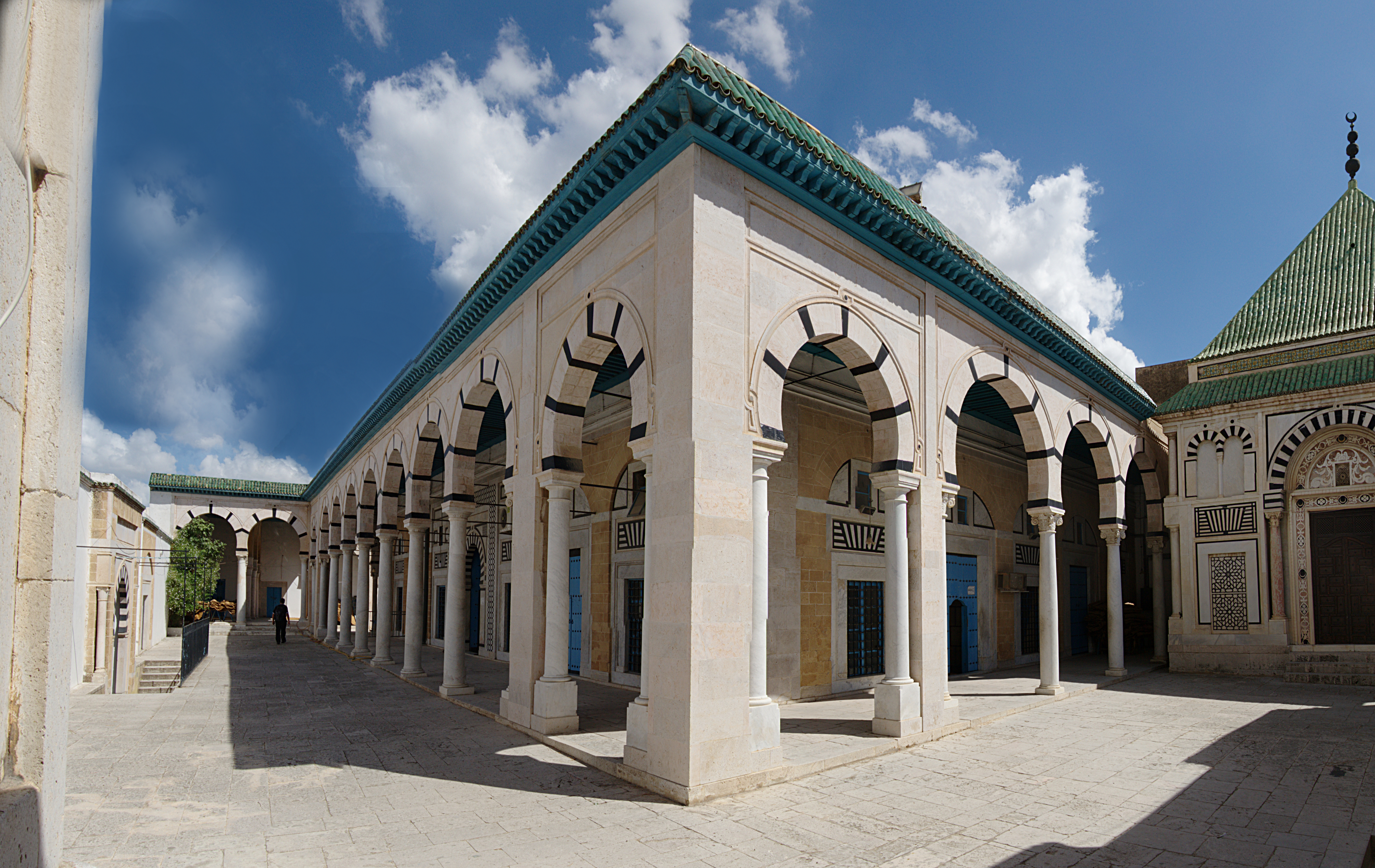
الجامع من الداخل
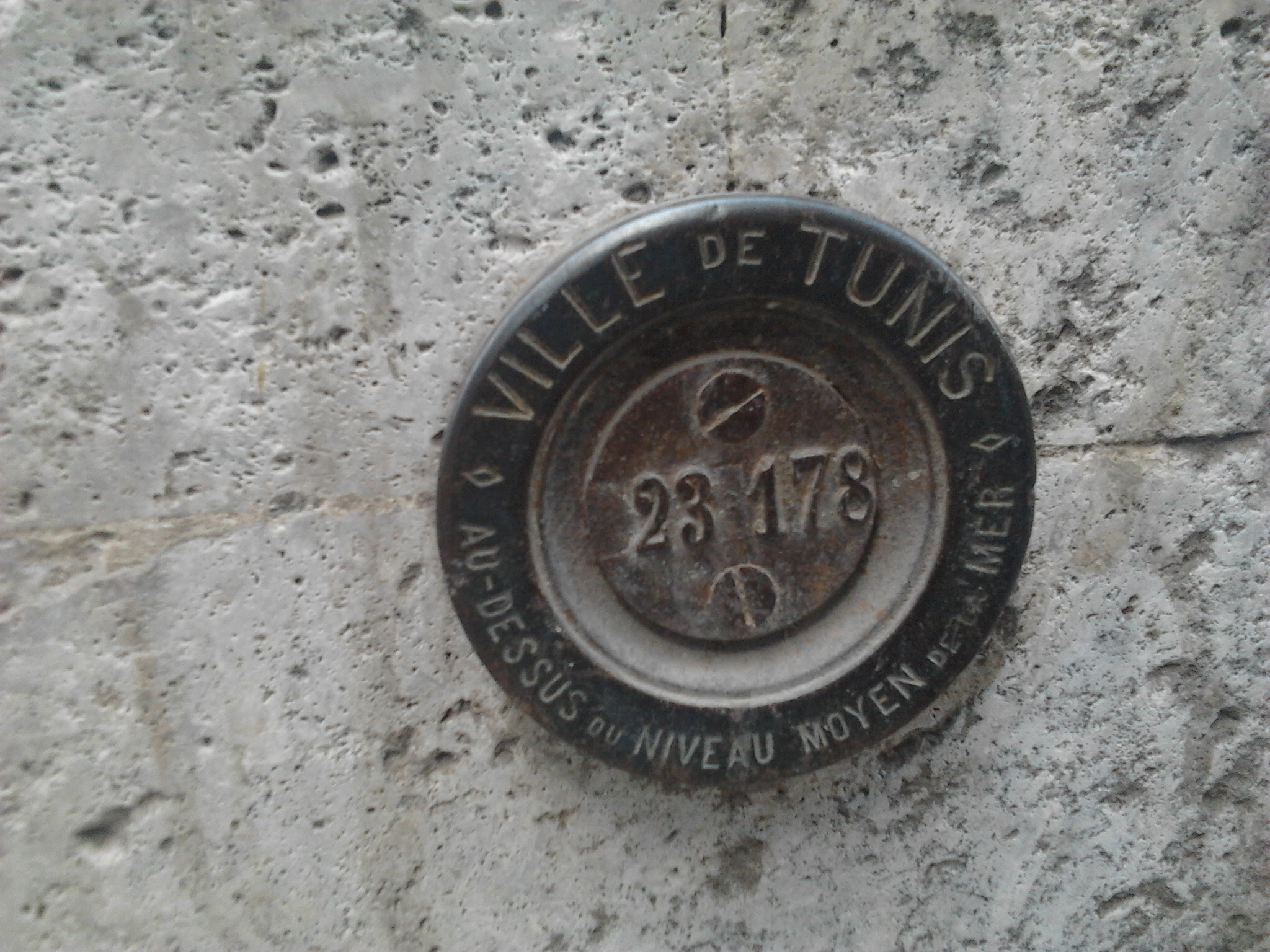
جامع حمودة باشا مرتفع 23 متر عن سطح البحر

## مقالات ذات صلة
- قائمة مساجد تونس